# Ludwig Spiegel
Ludwig Spiegel (geboren 31. März 1864 in Reichenau an der Knieschna, Kaisertum Österreich; gestorben 14. August 1926 in Marienbad, Tschechoslowakei) war ein österreichischer Jurist und Hochschullehrer an der Karl-Ferdinands-Universität in Prag.

## Leben
Spiegel war Sohn des Rechtsanwalts und Notars Jonas Spiegel. Er kam mit seinen Eltern 1868 nach Prag. Er absolvierte 1882 das deutsche Staats-Obergymnasium in der Prager Neustadt und studierte Rechtswissenschaften an der Deutschen Universität der Stadt. 1887 wurde er promoviert und war dann bis 1905 bei der böhmischen Finanzprokuratur angestellt. 1893 verteidigte er seine Habilitation über das österreichische Notverordnungsrecht.
Spiegel lehrte seit 1905 an der deutschen Universität in Prag und wurde 1911 zum ordentlichen Professor des Staats- und Verwaltungsrechts ernannt. 1914/15 war er Dekan der Juristischen Fakultät und 1926/27 Rektor der Universität.
Sein Bruder Emil Spiegel (1869–1923) wurde ebenfalls Jurist und Finanzbeamter. Seine einzige Tochter war Käthe Spiegel (1898–1941).
Spiegel war Mitglied der Deutschen Demokratischen Freiheitspartei (DDFP) in der ersten tschechoslowakischen Republik.

## Ehrungen
- Dr. rer. pol. h. c., Ehrendoktorwürde der Universität Bonn, 1925.

## Schriften
- Republikanisches Staatsrecht. 2 Tle. Merey, Prag 1919.
- Gesetz und Recht. Vorträge und Aufsätze zur Rechtsquellentheorie. Duncker & Humblot, München, Leipzig 1913.
- Zur Frage der legislativen Regelung des Gemeindegutes. Ein Gutachten. Verlag der deutschen Sektion des Landeskulturrates für das Königreich Böhmen, Prag 1912.